# Giovanni Migliorini (politico)
Giovanni Migliorini (Pasiano di Pordenone, 19 febbraio 1928 – Pordenone, 9 ottobre 2018) è stato un politico e sindacalista italiano.

## Biografia
Operaio, impegnato nel sindacato con la CGIL, è stato segretario generale della Camera del Lavoro provinciale di Pordenone dal 1958 al 1975.
Nel 1976 viene eletto deputato con il Partito Comunista Italiano, confermando il seggio anche alle elezioni del 1979; conclude il mandato parlamentare nel 1983.
Muore il 9 ottobre 2018 all'età di 90 anni.